# Sultan Məcid Qənizadə

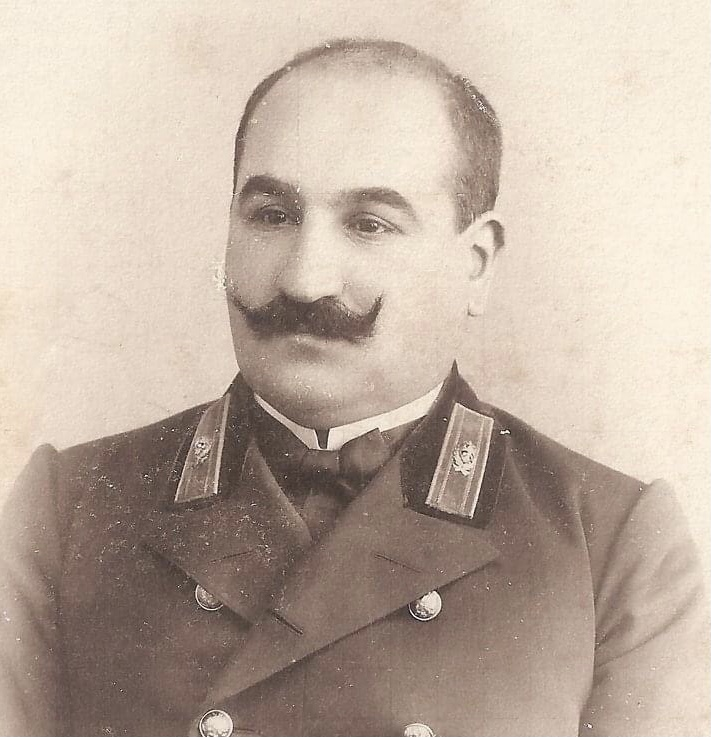
Sultan Məcid Qənizadə

Sultan Məcid Qənizadə, eingedeutscht Sultan Mädschid Ganisade (* April 1866 in Şamaxı, Gouvernement Baku, Russisches Kaiserreich; † 22. März 1938) war ein aserbaidschanischer Schriftsteller, Pädagoge, Dramatiker, Theaterfigur und Politiker. Er war einer der unzähligen Opfer der stalinistischen Säuberungen.

## Leben
Qənizadə war in eine Kaufmannsfamilie hineingeboren. Im Jahr 1887 absolvierte er das Alexandrowski-Lehrer-Institut in Tiflis und begann seine berufliche Laufbahn als Pädagoge. Noch im selben Jahr gründete er in Baku die erste russisch-aserbaidschanische Volksschule. 1888 organisierte Qənizadə zusammen mit einigen Mitstreitern eine ständige aserbaidschanische Theatertruppe in Baku und wurde einer ihrer Leiter. 1897 holte er den damals angesehenen Schauspieler Hüseyn Ərəblinski in sein Team.
Parallel machte sich Qənizadə als Schriftsteller einen Namen. Er ist Autor des Romans „Briefe von Scheida-bek Schirwani“ (1898–1900), der Erzählung „Gottesfurcht“ (1906) und weiterer Werke, in denen er das beschwerliche Leben in seiner Heimat aufgreift und die soziale Ungerechtigkeit sowie die Ignoranz kritisiert. Zudem schrieb er das Drama „Göntscha Chanum“ („Binam Landlady“), das von der zaristischen Zensur verboten wurde. Dieses Werk gilt bis heute als verschollen.
Qənizadə war außerdem als Übersetzer tätig. Er übersetzte russische, georgische und armenische Klassiker ins Aserbaidschanische. Im Jahr 1902 verfasste er die „Russisch-Aserbaidschanische Lexikon“ und 1904 das „Aserbaidschanische phraseologische Wörterbuch“. Er übersetzte auch das Märchen „Der erste Branntweinbrenner“ von Leo Tolstoi ins Aserbaidschanische.
Als Politiker wurde Qənizadə in den 1910er Jahren aktiv. Ende 1917 wurde er als Abgeordneter in die Russische konstituierende Versammlung gewählt. Im gleichen Jahr wurde er zum Anführer der Partei „Ittihad“ (Einheit). Er saß als Abgeordneter im Transkaukasischen Sejm, später im Parlament der Demokratischen Republik Aserbaidschan (1918–1920).
Nach der Machtübernahme der Sowjets emigrierte Qənizadə aus Aserbaidschan, kehrte jedoch Anfang der 1930er Jahre wieder zurück. Im Juni 1936 wurde er vom NKWD als „Volksfeind“ gebrandmarkt und festgenommen. Nach einem anderthalbjährigen Schauprozess wurde Qənizadə zum Tode verurteilt und am 21. März 1938 erschossen. Sein Sterbeort ist bis heute unbekannt.